# Mahalon
 Mahalon  (así también en bretón) es una población y comuna francesa, situada en la región de Bretaña, departamento de Finisterre, en el distrito de Quimper y cantón de Pont-Croix.

## Demografía
| 867 | 802 | 742 | 711 | 773 | 799 |
| Para los censos de 1962 a 1999 la población legal corresponde a la población sin duplicidades (Fuente: INSEE [Consultar]) |     |     |     |     |     |